# Radiofonia (rozgłośnia radiowa)
Radiofonia – akademicka krakowska stacja radiowa, należąca do Grupy Polskie Rozgłośnie Akademickie, nadająca na częstotliwości 100,5 FM w Krakowie w latach 1994–2022.

## Historia

### Poprzednicy Radiofonii
31 grudnia 1994 uruchomiono „Radio Akademickie Kraków” (określane również jako Radio Rak) powstałe z połączenia dwóch stacji: Studia Radiowego „Brzęczek” i Radiowęzła Studenckiego „Radio Centrum” działających w obrębie Miasteczka Studenckiego Akademii Górniczo-Hutniczej. Akademia postanowiła poprzeć projekt przekształcenia rozgłośni w profesjonalne radio, działające na falach radiowych. W 1993 wystąpiono oficjalnie o przyznanie koncesji na nadawanie programu radiowego. KRRiT postanowiła przydzielić częstotliwość 100,5 MHz.
1 czerwca 2002 decyzją zarządzającej radiem Fundacji Krakowskiego Radia Akademickiego Żak zostało przekształcone w „Radio Żak”, a w październiku 2003, po roszczeniach istniejącego od 1959 Studenckiego Radia Żak Politechniki Łódzkiej, przemianowano je na „eX FM”. Pod tą nazwą radio funkcjonowało do 21 marca 2006, kiedy przekształcono stację w Eskę Rock 100,5 FM. Decyzja ta, podjęta bez zgody KRRiT i przynosząca zmianę profilu radia wzbudziła kontrowersje, Krajowa Rada zaś rozważała nawet cofnięcie koncesji. 15 września 2008 stacja „Radio Luzzz FM” zastąpiła Eskę Rock 100,5 FM i funkcjonowała pod tą nazwą do 28 kwietnia 2009.

### Historia Radiofonii
Po kilkumiesięcznej przerwie w nadawaniu programu 22 czerwca 2009 na częstotliwości 100,5 MHz ruszyła nowa stacja radiowa pod nową nazwą „radiofonia” i z nowym zespołem redaktorów. Z poprzednimi rozgłośniami łączy ją już tylko osobowość prawna i koncesja na nadawanie.
Fundację Radia Akademickiego Żak tworzyły Polska Akademia Umiejętności i krakowskie szkoły wyższe:
- Akademia Górniczo-Hutnicza im. Stanisława Staszica,
- Uniwersytet Jagielloński,
- Akademia Ekonomiczna,
- Politechnika Krakowska im. Tadeusza Kościuszki,
- Akademia Pedagogiczna im. Komisji Edukacji Narodowej,
- Akademia Rolnicza im. Hugona Kołłątaja,
- Akademia Wychowania Fizycznego im. Bronisława Czecha,
- Papieska Akademia Teologiczna,
- Akademia Sztuk Pięknych im. Jana Matejki,
- Akademia Muzyczna,
- Państwowa Wyższa Szkoła Teatralna im. Ludwika Solskiego.

Radiofonia należała do Grupy Polskie Rozgłośnie Akademickie. 
17 kwietnia 2013 decyzją krakowskich rektorów prowadząca Radiofonię Fundacja Radia Akademickiego Żak przeszła w stan likwidacji.
Do końca maja 2013 Radiofonia nadawała z RON Malczewskiego na częstotliwości 100,5 MHz, obejmując swoim zasięgiem Kraków oraz okoliczne miejscowości. Od 1 czerwca działalność radiofonii kontynuuje powołane przez redakcję Stowarzyszenie Radiofonia, które nadaje program radiowy w Internecie.
8 lipca 2013 niespodziewanie, bez wcześniejszej zapowiedzi, na częstotliwości 100,5 FM wznowiono emisję programu (innego niż nadawanego przez Stowarzyszenie Radiofonia). Jeszcze tego samego dnia ujawniono, że Fundacja Krakowskiego Radia Akademickiego Żak, mimo postawienia w stan likwidacji, nawiązała współpracę ze spółką Multimedia (Grupa RMF) i zamierza kontynuować emisję zachowując akademicki profil stacji – prawie wszyscy uczestnicy projektu są studentami. Zespół redakcyjny tworzący radio od 2009 do maja 2013 roku, zrzeszony w Stowarzyszeniu Radiofonia, zdecydowanie odciął się od tej inicjatywy tworząc radio pod tą samą nazwą w internecie. Radiofonia nadająca na częstotliwości 100,5 MHz miała zamiar zmienić nazwę na RMF City FM. W lutym 2014 Krajowa Rada Radiofonii i Telewizji nie zgodziła się na zmianę nazwy i wszczęła postępowanie o uchylenie koncesji dla stacji. 21 grudnia 2016 roku KRRiT po licznych monitoringach umorzyła postępowanie o uchylenie koncesji. Ówczesnym Redaktore Naczelnym Radiofonii był Bartłomiej Kopeć. 
Przez cały okres współpracy Fundacja Krakowskiego Radia Akademickiego Żak ze spółką Multimedia dziennikarze i prezenterzy tworzący Radiofonię mieli szansę na otrzymanie pracy w rozgłośniach Grupy RMF (w skład której wchodzi wspomniana spółka) takich jak RMF Maxx czy RMF FM. Radiofonia pełniła tym samym rolę pewnego rodzaju szkoły radiowej, kształcącej późniejszych dziennikarzy i prezenterów stacji spod Kopca Kościuszki w Krakowie. Stacja prowadziła nieprzerwaną rekrutację, kierując swoją ofertę wolontariatu oraz praktyk do krakowskich studentów.
Prezesem zarządu Fundacji Krakowskiego Akademickiego Radia Żak odpowiadającej za Radiofonię kwietnia 2021 roku aż do końca istnienia wspomnianej stacji była Joanna Sajdłowska. 
Do 30 kwietnia 2020 roku włącznie, na antenie Radiofonii były cztery pasma dzienne (Miasto Budzi się, Miasto Muzyki, Prosto z Miasta) oraz wieczorne (Inna Strona Miasta). Dodatkowo stacja emitowała przede wszystkim w paśmie wieczornym programy autorskie jak między innymi „Głośnodaj” czy „Scena Rozmaitości”.
1 maja 2020 roku Radiofonia zmieniła format muzyczny z formatu z muzyką rockową i alternatywną na format CHR. Stacja emituje playlistę, z której korzystają Radio Gra z Torunia i Wrocławia, Radio 90 FM z Rybnika czy Radio Jura z Częstochowy. Playlista wszystkich tych stacji jest identyczna. Od 1 maja 2020 roku liner Radiofonii Kraków, brzmi „Moje Miasto, Moje Radio”. Radiofonia ma poranny program o nazwie „Dzień Dobry Kraków” (od 7:00 do 11:00) prowadzony przez Michała Siwka i program popołudniowy „Popołudnie z Radiofonią” (od 12:00 do 17:00) prowadzony przez Przemysława Kuberę. Oprócz tego w piątki i soboty po 17:00 stacja emituje blok „Taneczna Radiofonia” wypełniony w całości muzyką taneczną. W ramach wypełnienia koncesji od wtorku 12 maja późnym wieczorem na antenie Radiofonii pojawia się również magazyn informacyjno-publicystyczny dedykowany studentom.
Radiofonia na skutek wycofania się z projektu rektorów 12 krakowskich uczelni (tworzących właściciela stacji, czyli Fundację  Akademickiego Krakowskiego Radia Żak) zakończyła nadawanie o północy dnia 20 lutego 2022 roku, co zbiegło się też z końcem jej koncesji. Jednym z argumentów za zakończeniem działalności Radiofonii było funkcjonowanie internetowych rozgłośni radiowych tworzonych przez poszczególne krakowskie uczelnie, a także koszty prowadzenia stacji. Radiofonia zakończyła emisję po specjalnym dniu pożegnalnym, w trakcie którego byli dziennikarze wspominali pracę w stacji, która na ten czas wróciła także do grania muzyki goszczącej na antenie przed majem 2020 roku. W nawiązaniu do tradycji radia akademickiego w Krakowie związanej ze stałym utworem granym na jej antenie, tym ostatnim, jaki zabrzmiał tuż przed zaprzestaniem emisji, był temat muzyczny z serialu telewizyjnego Janosik, poprzedzony pożegnaniem w imieniu swoim i rozgłośni ze strony prowadzących specjalny program Radiofonii. Ostatnim regularnie zagranym utworem na antenie Radiofonii był „Mieć czy być” zespołu Myslovitz.

## Nagrody
W 2011 roku Radiofonia wygrała w plebiscycie „Kulturalne Odloty” w kategorii „miejsce roku 2010” zorganizowanym przez krakowskie wydanie Gazety Wyborczej.

## Powiązane inicjatywy
W grudniu 2011 Radiofonia uruchomiła platformę internetową radioakademickie.pl z podcastami. Znajdują się na niej audycje popularnonaukowe emitowane w rozgłośni, niejednokrotnie współtworzone przez ekspertów z krakowskich uczelni.